# Classe B3 (rischio teratogenico ADEC)
La classe B3 di rischio teratogeno secondo la classificazione operata dall'Australian Drug Evaluation Committee (ADEC) include quei farmaci assunti da un numero moderato di donne durante la gravidanza o in età fertile. Non sono stati rilevati aumenti provati di malformazioni o effetti tossici diretti e indiretti sul feto. Gli studi su animali hanno provato una maggiore frequenza di danni fetali, ma si è incerti sull'effettiva rilevanza di tali risultati per gli esseri umani.

## A
- Abacavir
- Acarbosio
- Acetazolamide
- Aciclovir
- Acido alendronico e colecalciferolo
- Acido aminocaproico
- Acido chenodeossicolico
- Acido ursodesossicolico
- Acido zoledronico
- Adefovir
- Alatrofloxacina
- Alendronato
- Alglucerasi
- Amantadina
- Amfotericina
- Amifostina
- Amisulpride
- Amorolfina
- Amprenavir
- Anagrelide
- Apomorfina
- Apraclonidina
- Aripiprazolo
- Articaina
- Atomoxetina
- Auranofin
- Azelastina
- Azlocillina

## B
- Baclofene
- Beclometasone
- Benserazide
- Bifonazolo
- Bimatoprost
- Botulino A
- Brinzolamide
- Budesonide
- Butoconazolo

## C
- Calcitrolo (forma di vitamina D)
- Carbidopa
- Caspofungina
- Celecoxib
- Ciclesonide
- Cinacalcet
- Ciprofloxacina
- Ciproterone acetato
- Cisteamina bitartrato
- Claritromicina
- Clodronato
- Clomifene
- Clonidina
- Combinazione imipenem-cilastatina
- Contraccettivi orali combinati
- Coriogonadotropina alfa

## D
- Darbepoetina alfa
- Darifenacina
- Delavirdina
- Desfenfluramina
- Desferoxamina
- Desflurano
- Desirudina
- Desonide
- Destroamfetamina
- Diidrotachisterolo
- Disodio gadoxetato (acido gadoxetico disodio)
- Donepezil
- Dopamina
- Dorzolamide
- Doxazosin

## E
- Eflornitina
- Enoxacina
- Entacapone
- Entecavir
- Eplerenone
- Eritropoietina
- Ertapenem
- Esomeprazolo
- Etinilestradiolo
- Etonogestrel
- Ezetimibe

## F
- Fenelzina
- Fenofibrato
- Fentermina
- Ferro saccarosio
- Filgrastim
- Flecainide
- Fleroxacina
- Flucitosina
- Flumazenil
- Flunisolide
- Fluticasone
- Formoterolo
- Fosamprenavir
- Foscarnet

## G
- Gadobenato
- Gadodiamide
- Gadofosveset
- Gadoteridolo
- Gadoversetamide
- Gatifloxacina
- Gemeprost
- Gemfibrozil
- Griseofulvina

## I
- Ibandronato
- Idoxuridina
- Iloprost
- Indinavir
- Insulina aspart
- Insulina determir
- Insulina glargina
- Insulina glulisina
- Interferone alfa-2a
- Interferone alfa-2b
- Interferone gamma-1b
- Iomeprolo
- Isoflurano
- Itraconazolo
- Ivermectina

## K
- Ketoconazolo

## L
- Lamivudina
- Lansoprazolo
- Lantanon
- Latanoprost
- Lenograstim
- Lepirudina
- Levamisolo
- Levetiracetam
- Levobupivacaina
- Levocabastina
- Levodopa
- Levonorgestrel
- Lindano
- Loperamide
- Lopinavir (in associazione a ritonavir)
- Lutropina alfa (ormone luteinizzante umano ricombinante)

## M
- Mazindolo
- Mebendazolo
- Meflochina
- Mestranolo
- Miglitolo
- Milrinone
- Mirtazapina
- Moclobemide
- Modafinil
- Molgramostim
- Mometasone
- Moxifloxacina
- Moxonidina

## N
- Naltrexone
- Naratriptan
- Nefazodone
- Nevirapina
- Nicorandil
- Nizatidina
- Norfloxacina

## O
- Ofloxacina
- Olanzapina
- Omeprazolo
- Ormone follicolostimolante (FSH)
- Ornipressina (analogo della vasopressina)

## P
- Palifermin
- Pamidronato
- Pantoprazolo
- Pegfilgrastim
- Peginterferone alfa-2a
- Peginterferone alfa-2b
- Pegvisomant
- Pentamido
- Pentamidina
- Perflutren
- Pillola di solo progestinico
- Pimecrolimo
- Pioglitazone
- Piperonil butossido
- Pirimetamina
- Posaconazolo
- Pramipexolo
- Pregabalin

## Q
- Quetiapina
- Quinagolide
- Quinupristin/dalfopristin

## R
- Riluzolo
- Risedronato
- Risperidone
- Ritonavir
- Ropinirolo
- Rosiglitazone

## S
- Salmeterolo
- Sevelamer
- Solifenacina
- Spironolattone
- Stavudina
- Stronzio ranelato
- Sumatriptan

## T
- Tamoxifene
- Tegaserod
- Teicoplanina
- Tenofovir
- Teriparatide
- Tiabendazolo
- Tiagabina
- Tinidazolo
- Tipranavir
- Tolterodina
- Topiramato
- Toremifene
- Travoprost
- Treprostinil
- Triamcinolone
- Trimetoprim
- Tropisetron

## U
- Unoprostone isopropile

## V
- Valaciclovir
- Vardenafil
- Verteporfina
- Voriconazolo

## Z
- Zidovudina
- Ziprasidone
- Zolmitriptano
- Zolpidem tartrato